# 蒙脱石
蒙脱石（英語：Montmorillonite）是一种很软的页硅酸盐矿物，属于蒙皂石族的粘土矿物，形成于水中沉降的微晶聚集体。命名取自法国城市蒙莫里永。蒙脱石是一种2：1的黏土，即微观结构上为两层硅氧四面体夹一层铝氧八面体，铝的位置部分被镁同晶取代。蒙脱石片状颗粒平均直径为1微米，厚度0.96纳米。在25,000倍放大的电子显微镜下可见单个黏土颗粒。蒙皂石族的矿物还有皂石。
蒙脱石的化学组成为水合钠钙铝镁硅酸盐氢氧化物，即(Na,Ca)0.33(Al,Mg)2(Si4O10)(OH)2·nH2O。含水量不一定是固定數值，因为蒙脱石单晶间结合并不紧密，水容易渗入，导致黏土显著膨胀。阳离子可被钾，铁等其他离子取代，有色离子的取代则使矿物呈现不同颜色，各地出产的蒙脱石，各种离子的比例不尽相同。它常与綠泥石、白雲母、伊利石、焦炭石和高嶺石等矿物共存。

蒙脱石的结构

## 发现
蒙脱石于1847年首次发现于法国维埃纳省蒙莫里永，在世界各地都有发现，并且曾被赋予不同的命名。

## 形成
蒙脱石可以在洞穴环境中形成和转化。洞穴的自然侵蚀过程中，铝硅酸盐溶解在水中，蒙脱石微晶在漫长的自然作用下形成。高浓度的HCO3-有利于此过程。蒙脱石在干燥环境可转化为坡缕石，或者在pH值小于5的环境下转化为禾乐石-10Å（多水高岭土）,再于干燥环境下继续转化为禾乐石-7Å。

## 应用
石油钻探工业中，蒙脱石用作钻井泥浆的组分，其目的是保持钻头冷却并除去钻出的固体。数十年来，蒙脱石等黏土广泛用于使用工业的裂化催化剂基底，而一些酸基催化剂则使用酸处理的蒙脱石等粘土。
用于改良土壤，在易受干旱影响的地区改善土壤的保水能力。用于土质堤坝的建造，防止水的渗漏。在砂铸件中用作干燥剂，除去空气和其他气体中的水分。

### 药用
蒙脱石具有很强的吸附性，包括吸附重金属的能力。口服用药称蒙脱石散，是一种常见的治疗急慢性腹泻的药物。或者外用用于预防和治疗接触性皮炎。